# Tmesipteris elongata
Tmesipteris elongata är en kärlväxtart som beskrevs av Dangeard. Tmesipteris elongata ingår i släktet Tmesipteris och familjen Psilotaceae. Inga underarter finns listade i Catalogue of Life.

## Bildgalleri

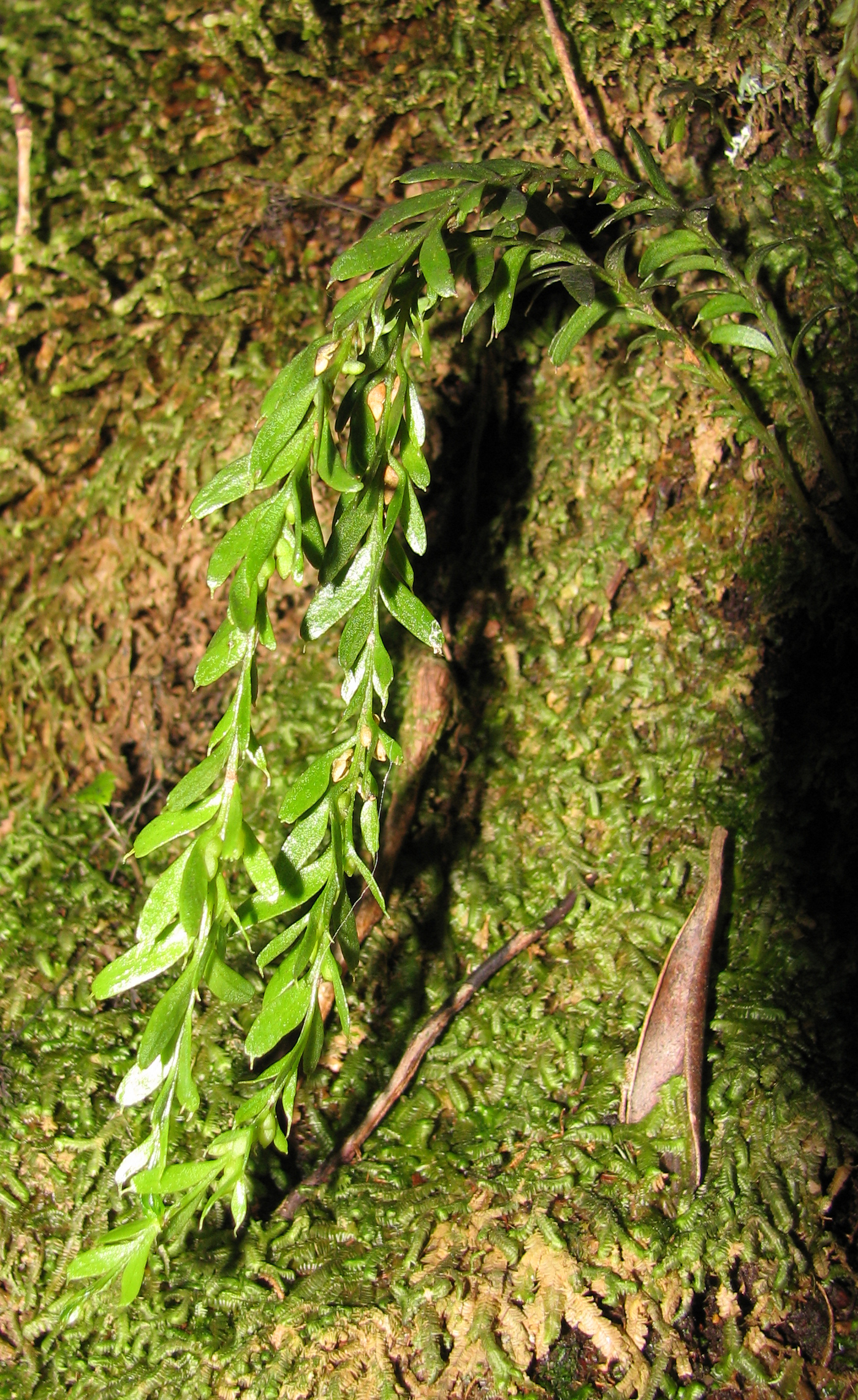